# Zlatko Hasanbegović
Zlatko Hasanbegović (ur. 14 czerwca 1973 w Zagrzebiu) – chorwacki polityk i historyk, w 2016 minister kultury, parlamentarzysta.

## Życiorys
Urodził się w rodzinie muzułmanów, jest członkiem chorwackiej wspólnoty muzułmańskiej. Ukończył studia z zakresu historii na Uniwersytecie w Zagrzebiu, w 2009 doktoryzował się w zakresie nauk humanistycznych na tej uczelni. Zawodowo związany z utworzonym przez jego macierzystą uczelnię instytutem nauk społecznych (Institut društvenih znanosti Ivo Pilar), został redaktorem naczelnym czasopisma „Pilar”. W pracy naukowej zajął się badaniem chorwackiej ideologii narodowej, a także historii islamu w Chorwacji oraz Bośni i Hercegowinie w XIX i XX wieku.
W latach 90. został działaczem skrajnie prawicowej Chorwackiej Czystej Partii Prawa i przewodniczącym jej organizacji młodzieżowej. W 2015 dołączył do Chorwackiej Wspólnoty Demokratycznej. W styczniu 2016 z rekomendacji tej partii objął urząd ministra kultury w rządzie Tihomira Oreškovicia.
Nominacja ta wzbudziła liczne kontrowersje i wywołała protesty różnych środowisk w tym organizacji pozarządowych. Ujawniono, że w połowie lat 90. Zlatko Hasanbegović był autorem artykułów pochwalających działalność ustaszy, chorwackiego ruchu faszystowskiego z okresu II wojny światowej. Publikował je w periodyku noszącym taką samą nazwę jak Niepodległe Państwo Chorwackie i wydawanym przez Chorwacki Ruch Wyzwoleńczy (HOP), który założył Ante Pavelić. Polityk publicznie wówczas określił zbrodnie ustaszy jako największą moralną porażkę w historii Chorwatów, a jednocześnie zaprzeczył, by sam był członkiem HOP-u. Zlatko Hasanbegović był określany jako „rewizjonista”, zarzucano mu, że uczestniczył w obchodach na cześć ustaszy, zaniżał w publicznych wypowiedziach liczbę ofiar obozu koncentracyjnego Jasenovac, dyskredytował działania chorwackiej antykomunistycznej partyzantki, a także twierdził, że antyfaszyzm nie należy do podstaw ideologicznych Chorwacji. Już jako minister odmówił dalszego dofinansowania dla niedochodowych mediów internetowych (głównie lewicowych i liberalnych), zarzucano mu także doprowadzenie do zwolnień w mediach publicznych, co skutkowało m.in. protestami dziennikarzy.
W przedterminowych wyborach we wrześniu 2016 Zlatko Hasanbegović uzyskał mandat posła do Zgromadzenia Chorwackiego. Stanowisko ministra zajmował do końca funkcjonowania gabinetu Tihomira Oreškovicia, tj. do października 2016. W maju 2017 pozbawiony członkostwa w HDZ za poparcie w wyborach lokalnych konkurencyjnej listy wyborczej. W tym samym roku wraz z Bruną Esih założył ugrupowanie Neovisni za Hrvatsku. W 2019 stanął na czele kolejnej formacji pod nazwą Blok za Hrvatsku. W 2020 został wybrany na kolejną kadencję parlamentu, kandydując z ramienia prawicowej koalicji, którą powołał Miroslav Škoro.